# Morven (Caithness)
Pour les articles homonymes, voir Morven.
Le Morven, en gaélique écossais A' Mhòr Bheinn, est une montagne du Royaume-Uni située dans le nord de l'Écosse, dans les Highlands. Avec 706 mètres d'altitude, il est le point culminant du Caithness.
Le prince George de Kent meurt dans un accident d'avion sur un versant de la montagne le 25 août 1942 en effectuant son service militaire dans la Royal Air Force.